# Will Hughes
Will Hughes, né le 7 avril 1995 à Weybridge (Angleterre), est un footballeur anglais qui évolue au poste de milieu de terrain à Crystal Palace.

## Biographie

### Jeunesse
Né à Weybridge, Hughes déménage à Derby à l'âge de deux ans. Il va d'abord à l'école à "St Peter's Junior School" avant d'aller à "Repton School" et de jouer pour l'équipe de football de l'école. Il s'engage ensuite dans un club local nommé Mickleover Jubilee, avant de signer un contrat pour Derby County en 2011.

### Carrière en club
Hughes fait ses débuts pour la réserve de Derby County lors de la victoire 6-1 face à Walsall, rentrant à la 70e minute. Ses prestations en équipe de jeunes attirent l'attention de l'entraîneur de l'équipe première, Nigel Clough, qui le positionne sur le banc pour la rencontre face à Peterborough United le 5 novembre 2011. Il entre en jeu à la 90e minute de jeu à la place de Jamie Ward alors que le score est de 2-2. Malgré son entrée en jeu tardive, il a tout de même le temps de voir Peterborough marquer le but de la victoire, le score final étant donc de 3-2. En février 2012, il attire l'attention de Manchester City et de Manchester United de par son potentiel.
Le 1er juillet 2014, il signe un nouveau contrat de quatre ans avec Derby County. Après avoir pris part à 187 matchs (12 buts) toutes compétitions confondues avec son club formateur, Hughes s'engage pour cinq ans avec Watford le 24 juin 2017, le transfert prenant effet le 1er juillet suivant.
Le 28 août 2021, il s'engage pour trois saisons en faveur de Crystal Palace.
Le 15 avril 2025, Crystal Palace annonce la prolongation de son contrat jusqu'en été 2027. 

## Statistiques
| Saison                | Club                  | Championnat           | Championnat | Championnat | Coupe(s) nationale(s) | Coupe(s) nationale(s) | Play-offs | Play-offs | Total | Total |
| Saison                | Club                  | Division              | M.          | B.          | M.                    | B.                    | M.        | B.        | M.    | B.    |
| 2011-2012             | Derby County          | Championship          | 3           | 0           | -                     | -                     | -         | -         | 3     | 0     |
| 2012-2013             | Derby County          | Championship          | 35          | 2           | 3                     | 0                     | -         | -         | 38    | 2     |
| 2013-2014             | Derby County          | Championship          | 41          | 3           | 4                     | 1                     | 3         | 1         | 48    | 5     |
| 2014-2015             | Derby County          | Championship          | 42          | 2           | 6                     | 1                     | -         | -         | 48    | 3     |
| 2015-2016             | Derby County          | Championship          | 6           | 0           | -                     | -                     | 2         | 0         | 8     | 0     |
| 2016-2017             | Derby County          | Championship          | 38          | 2           | 4                     | 0                     | -         | -         | 42    | 2     |
| Sous-total            | Sous-total            | Sous-total            | 165         | 9           | 17                    | 2                     | 5         | 1         | 187   | 12    |
| 2017-2018             | Watford FC            | Premier League        | 15          | 2           | 1                     | 0                     | -         | -         | 16    | 2     |
| 2018-2019             | Watford FC            | Premier League        | 32          | 2           | 8                     | 1                     | -         | -         | 40    | 3     |
| 2019-2020             | Watford FC            | Premier League        | 30          | 1           | 1                     | 0                     | -         | -         | 31    | 1     |
| 2020-2021             | Watford FC            | Championship          | 30          | 2           | 1                     | 0                     | -         | -         | 31    | 2     |
| Sous-total            | Sous-total            | Sous-total            | 107         | 7           | 11                    | 1                     | -         | -         | 118   | 8     |
| 2021-2022             | Crystal Palace FC     | Premier League        | 16          | 0           | 4                     | 1                     | -         | -         | 20    | 1     |
| 2022-2023             | Crystal Palace FC     | Premier League        | 27          | 1           | 3                     | 0                     | -         | -         | 30    | 1     |
| 2023-2024             | Crystal Palace FC     | Premier League        | 30          | 0           | 3                     | 0                     | -         | -         | 33    | 0     |
| 2024-2025             | Crystal Palace FC     | Premier League        | 33          | 0           | 8                     | 0                     | -         | -         | 41    | 0     |
| 2025-2026             | Crystal Palace FC     | Premier League        | -           | -           | 1                     | 0                     | -         | -         | 1     | 0     |
| Sous-total            | Sous-total            | Sous-total            | 106         | 1           | 19                    | 1                     | -         | -         | 125   | 2     |
| Total sur la carrière | Total sur la carrière | Total sur la carrière | 378         | 17          | 47                    | 4                     | 5         | 1         | 430   | 22    |

## Palmarès

### En club
- Watford FC
  - Finaliste de la Coupe d'Angleterre en 2019.
  - Vice-champion d'Angleterre de deuxième division en 2021.

- Crystal Palace
  - Vainqueur de la Coupe d'Angleterre en 2025
  - Vainqueur du Community Shield en 2025

### Distinctions personnelles
- Membre de l'équipe-type de deuxième division anglaise en 2014.
- Meilleur jeune joueur de Football League en 2014.
- Nommé joueur du mois de Football League en novembre 2012.